# Coromandel Harbour
Coromandel Harbour ist ein Naturhafen der Coromandel Peninsula auf der Nordinsel von Neuseeland.

## Geographie
Der Coromandel Harbour befindet sich an der Westküste der Coromandel Peninsula, rund 40 km nördlich von Thames. Der Ort Coromandel liegt am nordöstlichen Ende des Naturhafens, der sich in beiden Richtungen über maximal 6,5 km ausdehnt und eine Küstenlänge von rund 30 km aufweist.
Die Ruffin Peninsula und die Insel Whanganui Island schließen den Coromandel Harbour zum Hauraki Gulf ab, nicht ohne an zwei Stellen einen Zugang zu lassen. Über den südwestlichen Hafeneingang, der eine Breite von 1343 m aufweist, führt der gesamte Schiffsverkehr. Der zweite, zwischen Whanganui Island und Ruffin Peninsula liegende Hafeneingang, besitzt eine Breite von lediglich 60 m und ist aufgrund seiner Versandung für größere Boote und Schiffe nicht geeignet.

## Nutzung
An verschiedenen Stellen des Naturhafens werden in Muschelfarmen Austern gezüchtet.

## Geplanter Hafenausbau
Seit 2014 wird für die Anlagen der Coromandel Wharf und Sugarloaf Warf ein Ausbau geplant. Während die Sugarloaf Warf für die industrielle Nutzung erweitert werden soll, denkt man über die Entwicklung der Coromandel Wharf sowohl als Yachthafen als auch kommerziell genutzten Hafen nach. Andere Ausbauten, wie Bootsrampen und Park and Ride-Einrichtungen waren ebenfalls in der Planung. Stand Dezember 2017 war das Projekt immer noch in der Planungs- und Entscheidungsphase.

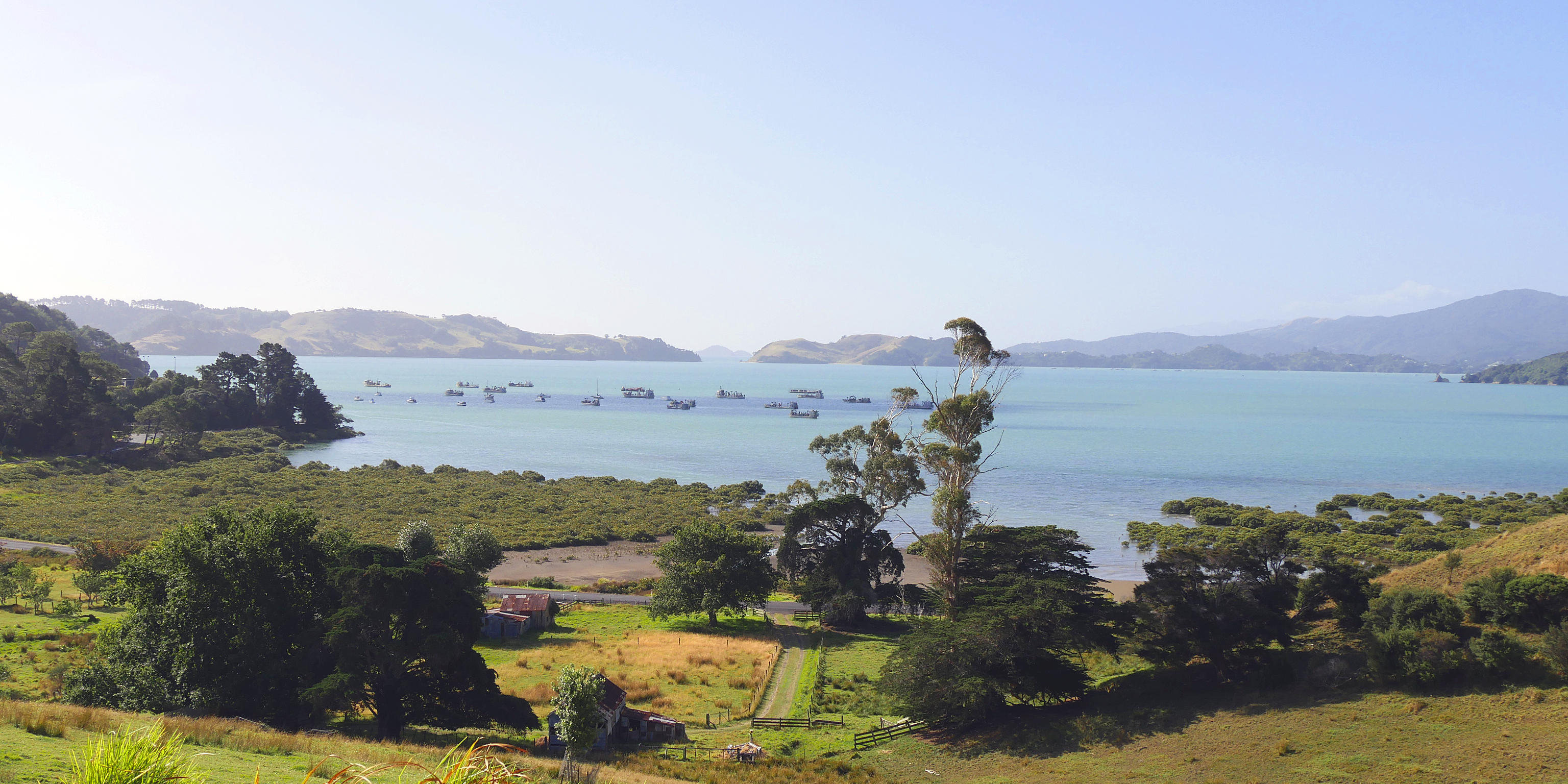
Coromandel Harbour mit Austernfarmen im Vordergrund